# بخش اوران
بخش اوران (به اسپانیایی: Departamento de Orán) یک منطقهٔ مسکونی در آرژانتین است که در استان سالتا واقع شده‌است.